# Масбоммел
Масбоммел (нід. Maasbommel) — місто в нідерландській провінції Гелдерланд. Входить до муніципалітету Вест-Мас-ен-Вал. Перша згадка про населений пункт датується 1144 роком.
До 1818 року мало статус окремого муніципалітету.

## Галерея

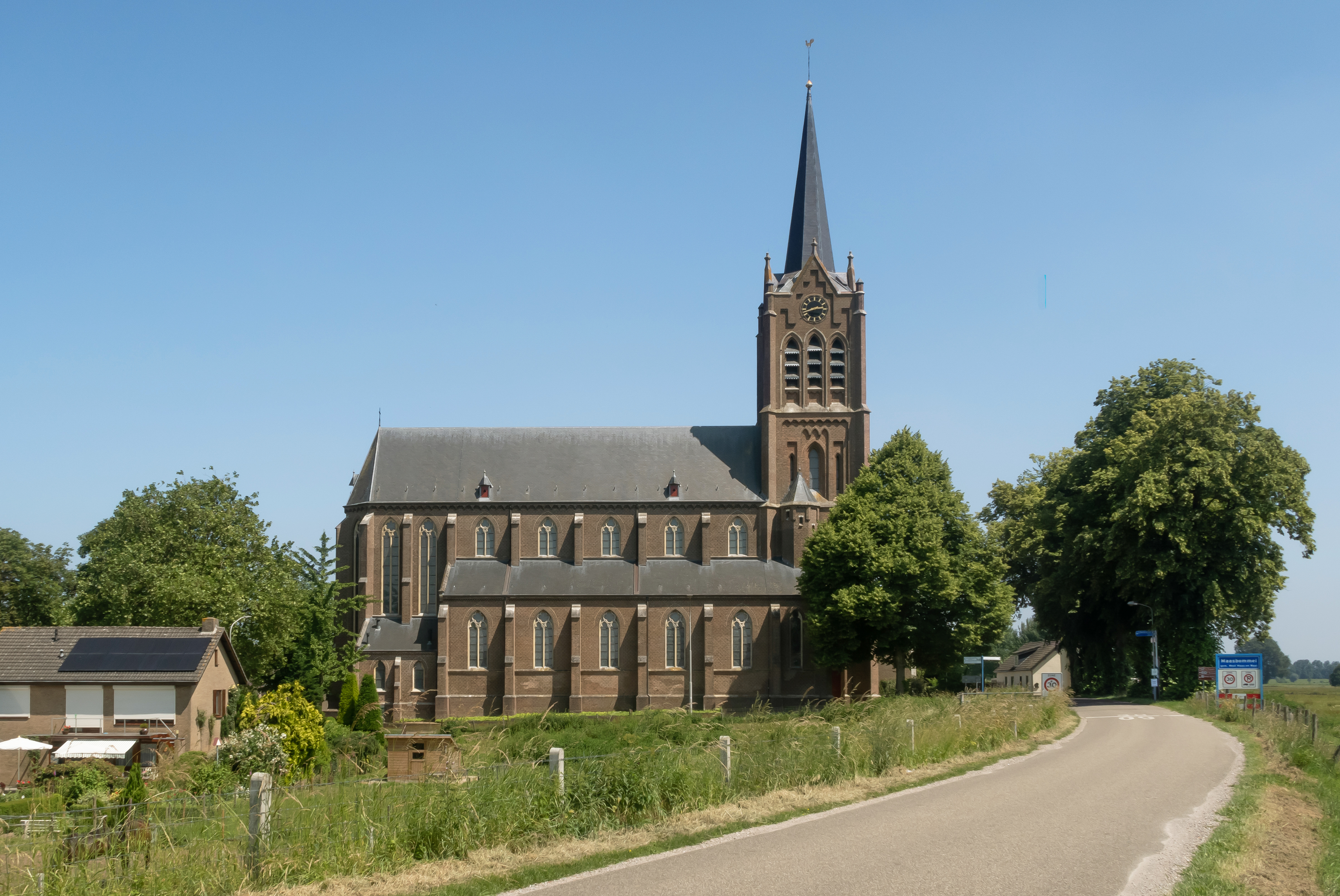
Церква св. Ламбертуса
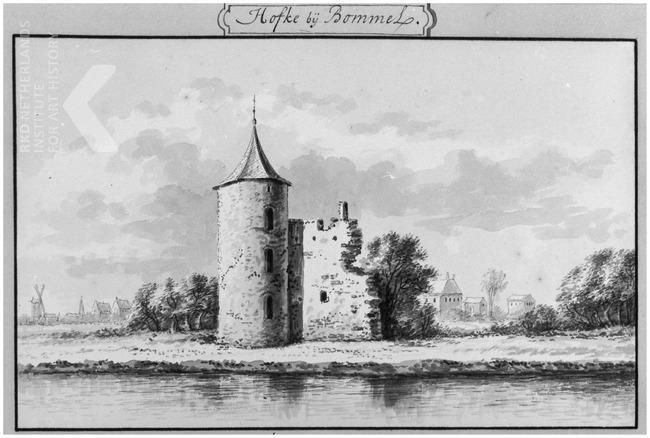
Руїни замку Масбоммел (1718–1730)
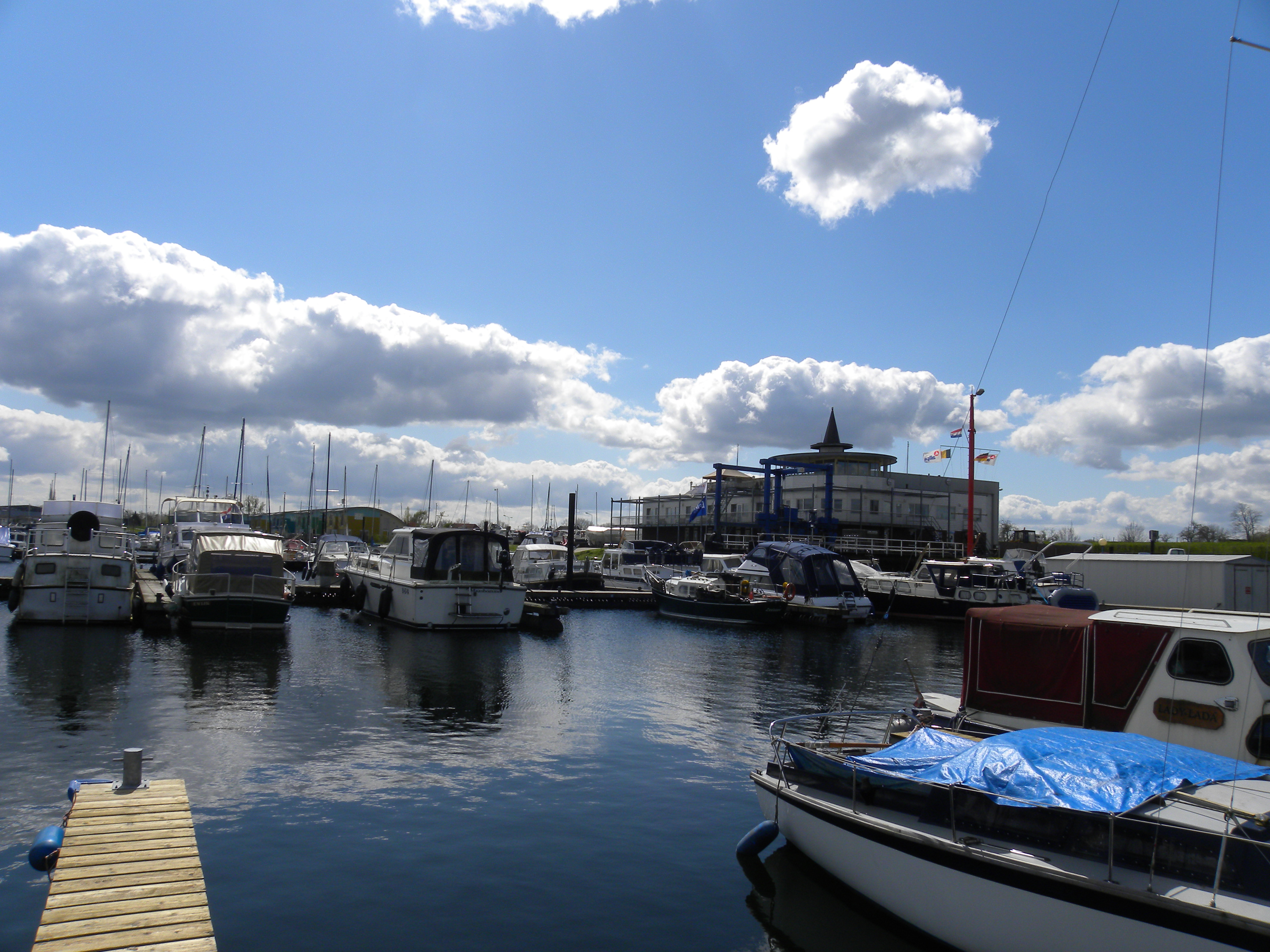
Річкова гавань
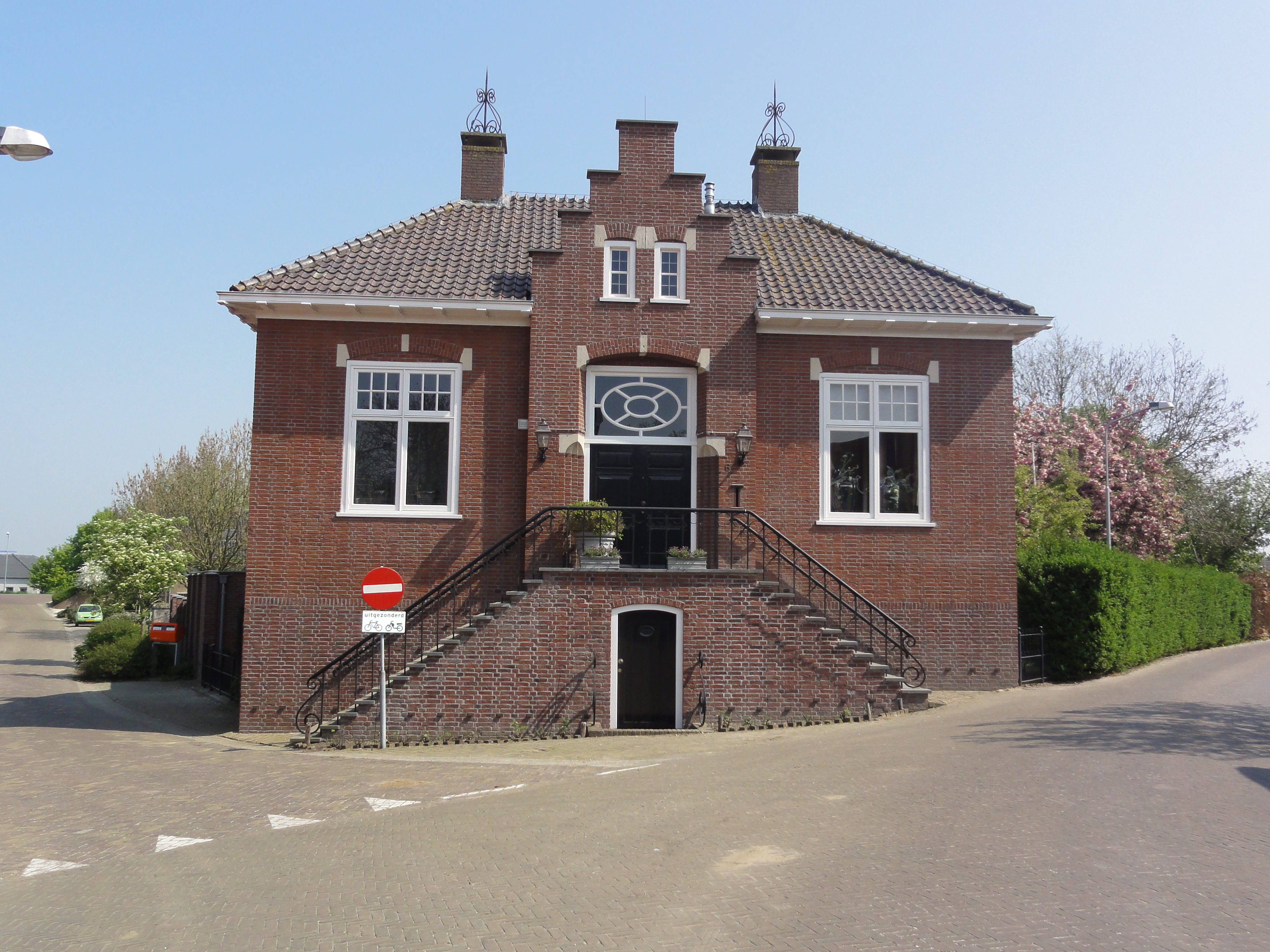
Будівля колишньої мерії